# Erebostrota amans
Erebostrota amans är en fjärilsart som beskrevs av Walker 1858. Erebostrota amans ingår i släktet Erebostrota och familjen nattflyn. Inga underarter finns listade i Catalogue of Life.